# ایهور شمو
ایهور شمو (انگلیسی: Ihor Shamo; ۲۱ فوریهٔ ۱۹۲۵ – ۱۷ اوت ۱۹۸۲) آهنگساز، و ترانه‌سرا اهل اتحاد جماهیر شوروی سوسیالیستی بود.

## زندگی
شامو در کیف در خانواده ای یهودی‌تبار به دنیا آمد. وی در سال ۱۹۴۱ از مدرسه موسیقی لیسنکو در کی یف، که در آن رشته‌های اصلی وی آهنگ سازی و پیانو بود، فارغ‌التحصیل شد و در همان سال به اوفا منتقل شد، جایی که وی به مدت دو سال در رشته پزشکی تحصیل کرد. از سال ۱۹۴۲ تا ۱۹۴۶ به عنوان دستیار پزشکی در ارتش شوروی بود. هنگامی که به کیف بازگشت، تحصیلات خود را در زمینه موسیقی آغاز کرد و در سال ۱۹۵۱ در کلاس بوریس لیاتوشینسکی از هنرستان کیف فارغ‌التحصیل شد. وی در سال ۱۹۴۸ به اتحادیه آهنگسازان شوروی پیوسته بود و در زمان فارغ‌التحصیلی خود کنسرت-بالاد را برای پیانو و ارکستر اجرا کرد.